# بوریلوا ایوانوا
بوریلوا ایوانوا (بلغاری: Борислава Милкова Иванова؛ زادهٔ ۲۴ نوامبر ۱۹۶۶) قایقران کانو اهل بلغارستان است.